# Starrsångare
Starrsångare (Helopsaltes certhiola) är en asiatisk fågel i familjen gräsfåglar (Locustellidae) som tidigare ingick i den idag uppdelade familjen sångare. Den häckar i östra Asien från Sibirien och östra Kazakstan österut till Ochotska havet och nordöstra Kina, där den hittas i högt gräs intill fuktängar och myrar. Vintertid till flyttar den till södra och sydöstra Asien. Felflygande fåglar uppträder mycket sällsynt i Europa, däribland i Sverige. Likt andra arter i familjen är den mycket svårsedd och rör sig likt en mus i vegetationen. Starrsångaren tros minska i antal till följd av habitatförstörelse, men anses ändå livskraftig.

## Kännetecken

### Utseende

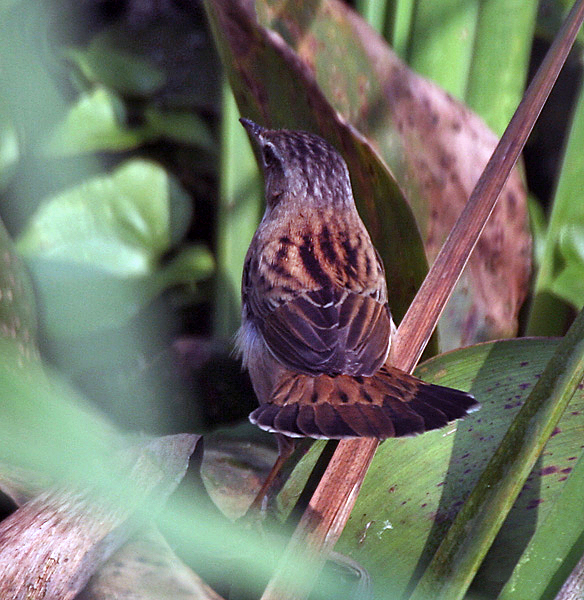
En starrsångare i Kolkata i Indien visar upp sin roströda övergump, ett kännetecken för arten.

Starrsångaren är en medelstor sångare som liknar gräshoppsångaren (Locustella naevia), men är något större, har vita spetsar på stjärten och tertialerna samt har rödbrun övergump. Ovansidan är kraftigt streckad, undersidan ostreckat gråvit med undantag för undergumpen. Könen är lika, ungfåglar är gulaktiga undertill. 

### Läten
Till skillnad från gräshoppsångare och flera andra av sina släktingar är sången inte mekaniskt insektslik utan en melodiös melodi relativt lik sångare i släktet Acrocephalus. 

## Utbredning och systematik
Starrsångaren delas vanligen in i fyra underarter med följande utbredning:
- rubescens – Sibirien från Irtysj till Kolymaflodens bäcken och Ochotska havet; flyttar vintertid till södra och sydöstra Asien
- sparsimstriata – södra Sibirien från Tomsk och Novosibirsk österut till Bajkalsjön och söderut till norra Altaj och norra Mongoliet; flyttar vintertid troligen till södra och sydöstra Asien
- certhiola – Transbajkal österut till sydöstra Sibirien (söder om kusten mot Ochotska havet) och nordöstra Kina österut från bergskedjan Da Hinggan Ling; flyttar vintertid till Sydostasien
- centralasiae – östra Kazakstan (Zajsansjön söderut till Dzungariska Alatau), nordöstra Kirgizistan (Karkara) samt ryska och gobiska delar av Altaj söderut till norra Kina (i syd till östra Tien Shan, Tsaidambäckenet och Ordosplatån; flyttar vintertid troligen till Indien österut till Myanmar

Vissa urskiljer även underarten minor, med utbredning i sydöstra Sibirien (Amurland) och nordöstra Kina.
I verket Handbook of Western Palearctic Birds (Shirihai & Svensson 2018) föreslås en annan underartsindelning, där sparsimstriata inkluderas i rubescens. Sedan 2022 följer svenska BirdLife Sverige dessa rekommendationer.

### Starrsångare i Sverige
Starrsångare har observerats i Sverige vid två tillfällen. Både 2010 och 2015 fastnade en individ i ett ringmärkningsnät i Häradskär i Gryts skärgård.

### Släktskap
Gräsfåglarna behandlades tidigare som en del av den stora familjen sångare (Sylviidae). Genetiska studier har dock visat att sångarna inte är varandras närmaste släktingar. Istället är de en del av en klad som även omfattar timalior, lärkor, bulbyler, stjärtmesar och svalor. Idag delas därför Sylviidae upp i ett flertal familjer, däribland Locustellidae.
DNA-studier från 2018 har också visat att en grupp östasiatiska arter som traditionellt placeras i Locustella, bland annat starrsångare, visserligen är en systergrupp till Locustella, men skildes åt för hela 14 miljoner år sedan. Författarna till studien rekommenderar därför att de placeras i ett eget nyskapat släkte, som de ger namnet Helopsaltes. Numera följer de ledande taxonomiska auktoriteterna rekommendationerna. Starrsångaren är närmast släkt med de östasiatiska arterna ochotsksmygsångare, koreasmygsångare och kilstjärtad smygsångare.

## Ekologi

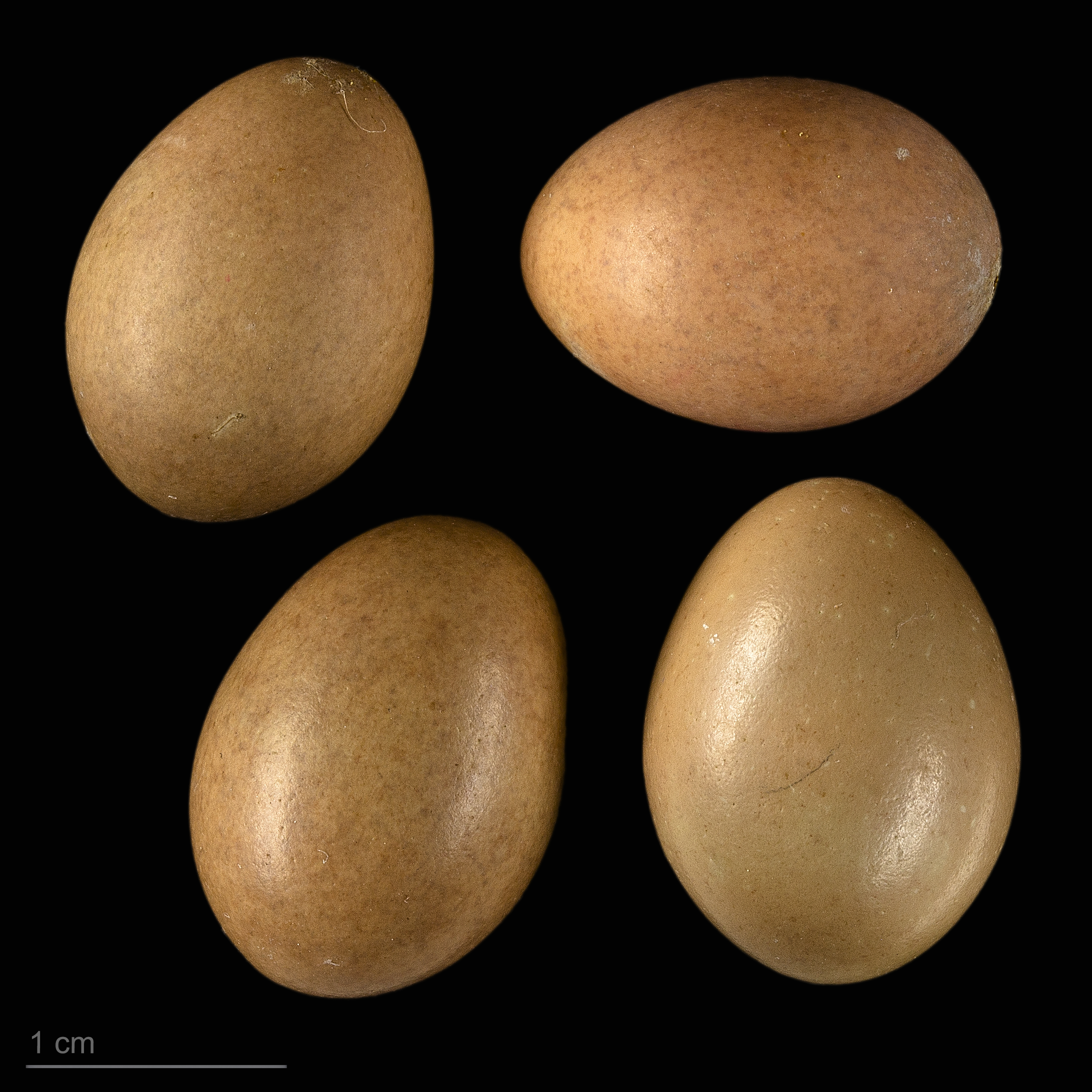
Locustella certhiola

Fågeln återfinns i högt gräs, ofta nära vatten på myrar eller fuktängar. Fyra till sju ägg läggs i ett bo som placeras på marken. Förutom när den sjunger är den liksom sina släktingar mycket svår att se när den rör sig genom gräs och undervegetation som en mus.

## Status och hot
Arten har ett stort utbredningsområde och en stor population, men tros minska i antal på grund av habitatförstörelse, dock inte tillräckligt kraftigt för att den ska betraktas som hotad. IUCN kategoriserar därför arten som livskraftig (LC). Världspopulationen har inte uppskattats, men arten beskrivs som vanlig och lokalt till och med allmän.

## Taxonomi och namn
Starrsångaren beskrevs som art av Peter Simon Pallas 1811. Dess vetenskapliga artnamn certhiola är diminutiv av trädkryparsläktet Certhia, i sin tur av grekiska kerthios, alltså syftande på artens krypande beteende.